# Kegalle
Kegalle è una città dello Sri Lanka, situata nella Provincia di Sabaragamuwa.